# 馬恩賜
馬恩賜原名馮志強，香港馬評人，電台節目主持。

## 簡歷
馬恩賜1975年於香港中文大學崇基學院社會系畢業，1970年代後期開始撰寫馬評，於《號外》雜誌撰寫賽馬專欄，後於多份報章撰寫馬評，曾擔任《新報》馬經版及《資本馬報》總編輯。1990年起為香港電台主持賽馬節目，至2005年港台停播賽馬節目止；亦於港台主持清談節目《講東講西》。
馬恩賜與張福元等為早期的「理論派」馬評人，以統計數據把社會學的理論和方法融入馬評中，與傳統馬評人以觀察馬匹晨操狀態及內幕消息等方式選馬不同 。
2011年，馬恩賜加盟香港數碼廣播有限公司任節目主持，與陳華棟、何其準、醉不平、黃志康等合作主持賽馬直播節目，並與黎則奮主持節目《傾國傾城》。2012年10月10日隨數碼廣播電台停播而暫停。現時港台主持清談節目《講東講西》第二主持人。

## 筆名由來
馮志強使用「馬恩賜」此筆名，早期實為黎則奮於《號外》撰寫《馬恩賜專欄》時與其共用，1982年至1983年，張福元加入並共用此筆名。後期其餘2人改為使用本名，馮志強則繼續使用此筆名至今。

## 資料來源
1. 1 2  .   [2012-10-10]. （原始内容存档于2019-09-06）. （页面存档备份，存于）
2. ↑  馬恩賜評馬社會學 （页面存档备份，存于） 明報，2005年7月17日
3. ↑  傾國傾城